# Nombre de archivo

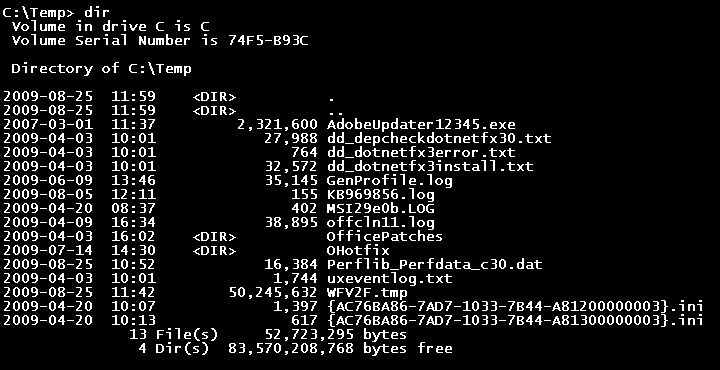
Vista de pantalla de un tablero de comandos Windows mostrando los nombre de archivos en un directorio.

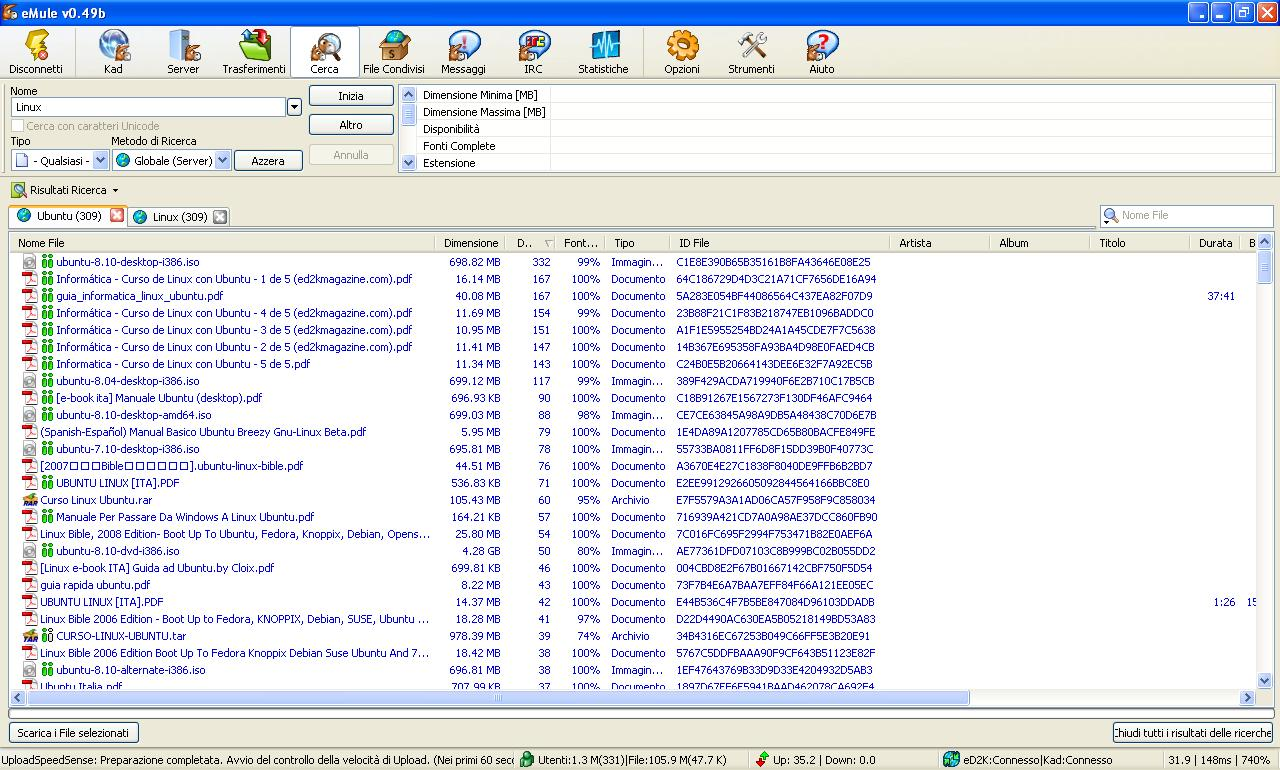
Lista de nombres de archivos, con nombres de archivos largos, letras especiales, coma, punto y caracteres de espacio tal como aparecen en un software que presenta nombres de archivos.

Un nombre de archivo (o filename por su denominación en inglés) es el nombre con el cual se identifica en forma unívoca un  archivo informático almacenado en un sistema de archivos. Diferentes sistemas de archivo imponen restricciones diferentes en cuanto a la longitud de los nombres de archivo y los caracteres permitidos en los nombres de archivo.
Un nombre de archivo puede incluir uno o más de los siguientes elementos:
- host (o servidor) – dispositivo de la red informática donde se encuentra el archivo
- dispositivo (o drive) – dispositivo o drive de hardware
- directorio (o path) – árbol de directorio (por ejemplo, /usr/bin, \TEMP, [USR.LIB.SRC], etc.)
- archivo – nombre base del archivo
- tipo (formato o extensión) – indica el tipo de contenido del archivo (por ejemplo. .txt, .exe, .COM, etc.)
- versión – número de revisión o generación del archivo

Los componentes requeridos para identificar un archivo varían según el sistema operativo, como también la sintaxis y el formato de un nombre de archivo válido.
Las discusiones sobre nombres de archivos son complicadas debido a la ausencia de estandarización del término. A veces el vocablo "nombre de archivo" es utilizado para designar el nombre completo, como por ejemplo el nombre Windows c:\directory\myfile.txt. A veces, se lo utiliza para hacer referencia a los componentes, por lo que en este caso el nombre de archivo sería myfile.txt. A veces, es una referencia que excluye la extensión, por lo que el nombre de archivo es solo myfile.